# Stephan Pinkert
Stephan Pinkert (* 14. Juni 1966 in Berlin) ist ein deutscher Beamter, Soziologe und Autor.

## Beruflicher Werdegang
Pinkert besuchte von 1984 bis 1987 die Fachhochschule für Verwaltung und Rechtspflege mit dem Abschluss eines Dipl.-Verwaltungswirt. Von 1988 bis 2001 stand er als Beamter des gehobenen Dienstes im Dienste der Stadt Braunschweig, zuletzt als stellvertretender Verwaltungsleiter des städtischen Gesundheitsamtes. Während dieser Zeit absolvierte er von 1992 bis 1999 ein Teilzeit-Studium der Politikwissenschaft, Soziologie und Rechtswissenschaft an der FernUniversität Hagen mit dem Abschluss zum Magister Artium (M. A.). Von 2001 bis 2006 war Pinkert Pressesprecher und Leiter der Pressestelle der Stadt Wolfenbüttel. Im Jahr 2007 wechselte er ins Bundesamt für Strahlenschutz in Salzgitter ins Referat für Organisation und Öffentlichkeitsarbeit. 2013 veröffentlichte er mit Feine Herren seinen ersten Kriminalroman, dem 2016 Samtroter Rachedurst folgte. Seit 2010 ist er geschäftsführendes Vorstandsmitglied der Wolfenbütteler Heimatstiftung, die sich im Bereich der Kinder- und Jugendhilfe engagiert.
Pinkert hat sich mit seinem Buch Weinmilieus, einer kleinen Soziologie des Weintrinkens, die auf seiner Studien-Abschlussarbeit basiert, einen Namen als Weinautor gemacht. Das Buch erreichte bislang die dritte Auflage. Pinkert betreibt außerdem im Internet den elektronischen Wein-Informationsbrief wein-post.de.

## Veröffentlichungen (Auswahl)
- Erich Fromm: Ethik und Politik. (Rezension), Politische Vierteljahresschrift, Heft 4/1997.
- Die Bürgergesellschaft als große politische Vision. (fünfteilige Serie), Braunschweiger Zeitung – Wolfenbütteler Zeitung und Anzeiger, 2002.
- 35 Jahre später: Neue Irritationen – alte Gegner. Rezension von: Becker, H. u. a. (Hg.): Die 68er und ihre Gegner. Der Widerstand gegen die Kulturrevolution. www.politik-buch.de, 2004.
- Die erste planmäßig entworfene Stadtanlage. Eine kurze Geschichte der Stadt Wolfenbüttel. Braunschweiger Zeitung – Wolfenbütteler Zeitung und Anzeiger, 2004.
- Ehemaliger Weinbau in Süd-Ost-Niedersachsen. Deutsches Weinbaujahrbuch, 2007.
- Edle Tropfen aus dem Braunschweiger Land. Braunschweiger Zeitung, 2007.
- Wer trinkt warum welchen Wein? Eine kurze Einführung in die Soziologie des Weintrinkens, in: Deutsches Weinbau-Jahrbuch 2010, Stuttgart 2009.
- Leere Gläser, leere Worte? Anmerkungen zu Weinprosa, in: Deutsches Weinbau-Jahrbuch 2011, Stuttgart 2010.
- Der erste Weinbuch-Bestseller: „Die Weinfibel“ von Reinhard Koester, in: Deutsches Weinbau-Jahrbuch 2012, Stuttgart 2011.
- Kleiner Kanon der Weinliteratur, in: Deutsches Weinbau-Jahrbuch 2013, Stuttgart 2012

## Bücher
- Studentenfutter. Kochbuch für die Studentenküche. BLV Buchverlag GmbH & Co., 1988.
- Nationalismus und Globalisierung. Röhrig Universitätsverlag, 2000.
- Weinmilieus – Kleine Soziologie des Weintrinkens. LIT Verlag, 2004.
- Wolfenbüttel. Kulturstadt mit Flair. von Meyer Joh. Heinr., 2006.
- Reiner Wein?. KSB-Media Verlag, 2009, ISBN 3-941564-14-5.
- Feine Herren. KSB-Media Verlag, 2013, ISBN 978-3-941564-55-8
- Samtroter Rachedurst. KSB-Media Verlag, 2016, ISBN 978-3-946105-49-7